# Address Unknown
Address Unknown (bra: Endereço Desconhecido) é um filme norte-americano de 1944, do gênero drama de guerra, dirigido por William Cameron Menzies, com roteiro de Herbert Dalmas baseado no romance homônimo de Kressmann Taylor.

## Sinopse
Martin Schulz, negociante de arte com dupla nacionalidade, deixa os Estados Unidos e retorna à Alemanha no alvorecer da Segunda Guerra Mundial. Logo, adota a filosofia nazista, recusa-se a ajudar Griselle, a noiva de seu filho Heinrich que levara consigo e, por fim, torna-se outra vítima da Gestapo.

## Premiações
| Prêmio     | Categoria                                        | Recipientes                                | Situação |
| ---------- | ------------------------------------------------ | ------------------------------------------ | -------- |
| Oscar 1945 | Melhor direção de arte                           | Lionel Banks, Walter Holscher, Joseph Kish | Indicado |
| Oscar 1945 | Melhor trilha sonora original - drama ou comédia | Morris Stoloff, Ernst Toch                 | Indicado |

## Elenco
| Ator/Atriz       | Personagem          |
| ---------------- | ------------------- |
| Paul Lukas       | Martin Schulz       |
| Carl Esmond      | Barão von Friesche  |
| Peter van Eyck   | Heinrich Achulz     |
| Mady Christians  | Elsa Schultz        |
| Morris Carnovsky | Max Eisenstein      |
| K. T. Stevens    | Griselle Eisenstein |
| Emory Parnell    | Carteiro            |